# 포스포러스산
포스포러스산(영어: phosphorus acid) 또는 인의 산소산(영어: phosphorus oxoacid)은 분자가 인, 산소 및 수소 원자로 구성된 모든 산을 총칭한다. 그러한 화합물의 수는 잠재적으로 무한하다. 이들 중 일부는 불안정하고 분리되지 않았지만 파생된 음이온과 유기기는 안정한 염과 에스터에 존재한다. 생물학, 지질학, 산업 및 화학 연구에서 가장 중요한 것은 인산이며, 인산의 에스터와 염은 인산염이다.
일반적으로 산소 원자에 결합된 모든 수소 원자는 산성이며, 이는 하이드록실기(–OH)가 양성자(H+)를 잃어버려서 음으로 하전된 –O−
기를 남기게 되고, 따라서 산을 인의 산소 음이온(영어: phosphorus oxoanion)으로 바꿀수 있음을 의미한다. 추가로 손실되는 각각의 양성자에 대해 관련된 산 해리상수인 Ka1, Ka2 Ka3, ...를 가지며, 종종 로그 스케일(pKa1, pKa2, pKa3, ...)로 표현된다. 인에 직접 결합된 수소 원자는 일반적으로 산성이 아니다.

## 분류
인의 산소산은 인 원자(들)의 산화수(산화 상태)에 따라 분류할 수 있으며, 산화수는 +1에서 +5까지 다양할 수 있다. 산소 원자는 일반적으로 산화수 -2이지만, 분자에 과산화물 그룹이 포함되어 있으면 산화수 -1일 수 있다.

### 산화수 +1
- 하이포아인산(H
3PO
2 또는 H

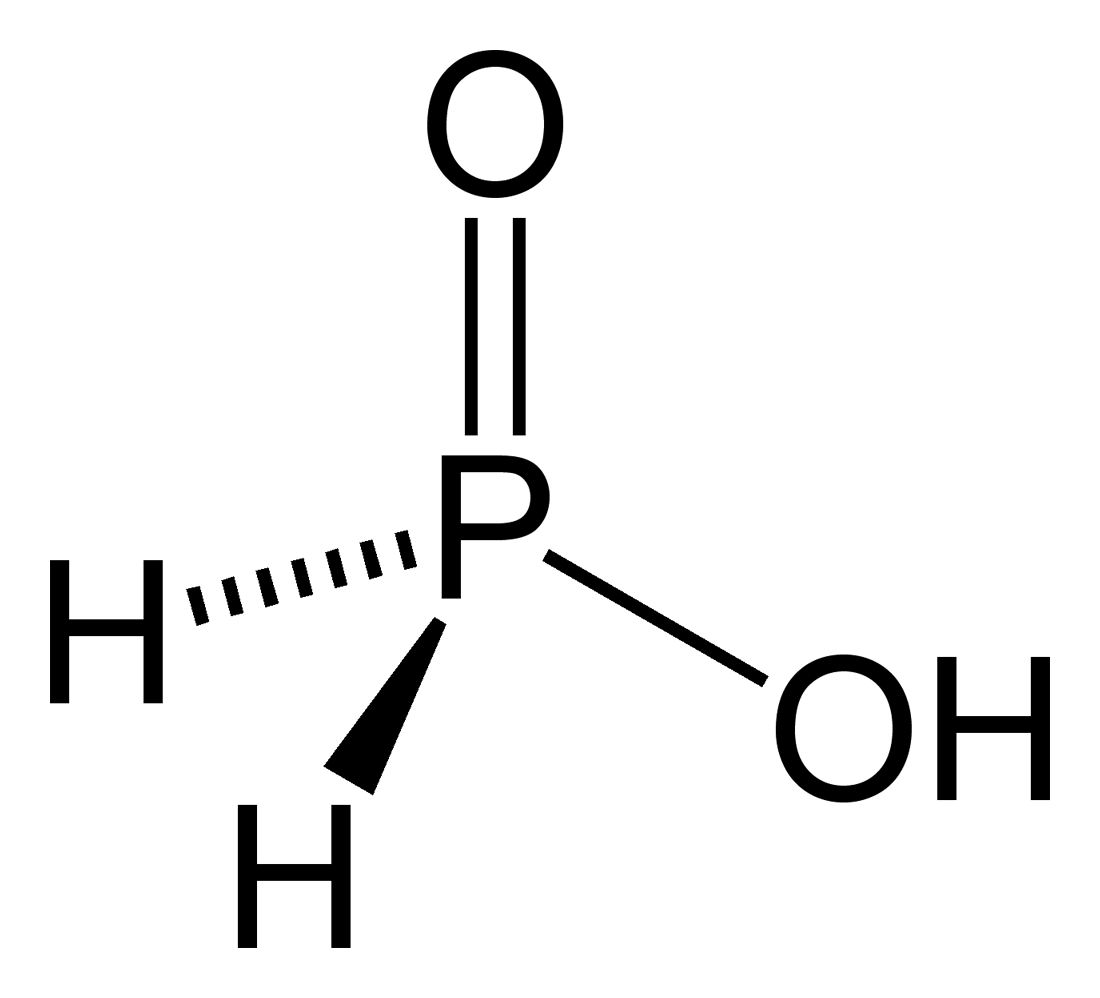
하이포아인산

2PO(OH) 또는 포스핀산: 일양성자산(수소 원자들 중 하나만 산성임을 의미). 하이포아인산의 염과 에스터를 하이포아인산염(hypophosphite) 또는 포스핀산염(phosphinite)이라고 한다.

### 산화수 +3
- 아인산(H
3PO
3 또는 HPO(OH)

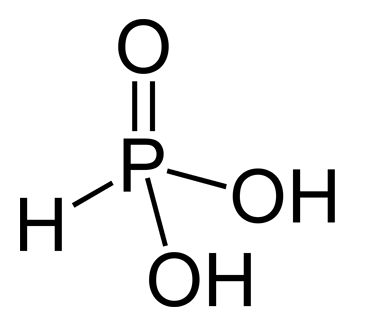
아인산

2) 또는 포스폰산: 이양성자산(수소 원자들 중 두 개가 산성임을 의미). 아인산의 염과 에스터를 아인산염(phosphite) 또는 포스폰산염(phosphonate)이라고 한다.

### 산화수 +4
- 하이포인산(H
4P
2O
6 또는 (HO)
2P–P(OH)

하이포인산

2). 4개의 수소는 모두 산성이다. 하이포인산의 염과 에스터는 하이포인산염(hypophosphate)이다.

### 산화수 +5
이 그룹의 가장 중요한 구성원은 인산이며, 인 원자는 4개의 산소 원자와 결합하고 있으며, 그 중의 하나는 이중 결합이고 각 산소 원자들은 사면체의 모서리에 배열되어 있다. 이러한 PO
4 사면체 중 둘 이상이 공유된 단일 결합 산소에 의해 연결되어 선형 또는 분지형 사슬, 고리 또는 더 복잡한 구조를 형성할 수 있다. 공유되지 않는 단일 결합 산소 원자는 산성 수소 원자로 완성된다. 일반식은 Hn−x+2PnO3n−x+1이며, 여기서 n은 인 원자의 수이고, x는 분자 구조의 기본 고리의 수이다.
이러한 산과 이들의 에스터 및 염("인산염")들은 가장 잘 알려져 있고 가장 중요한 인 화합물들을 포함하고 있다.
이들 부류 중 가장 단순한 구성원은
- 인산(H
3PO
4 또는 OP(OH)

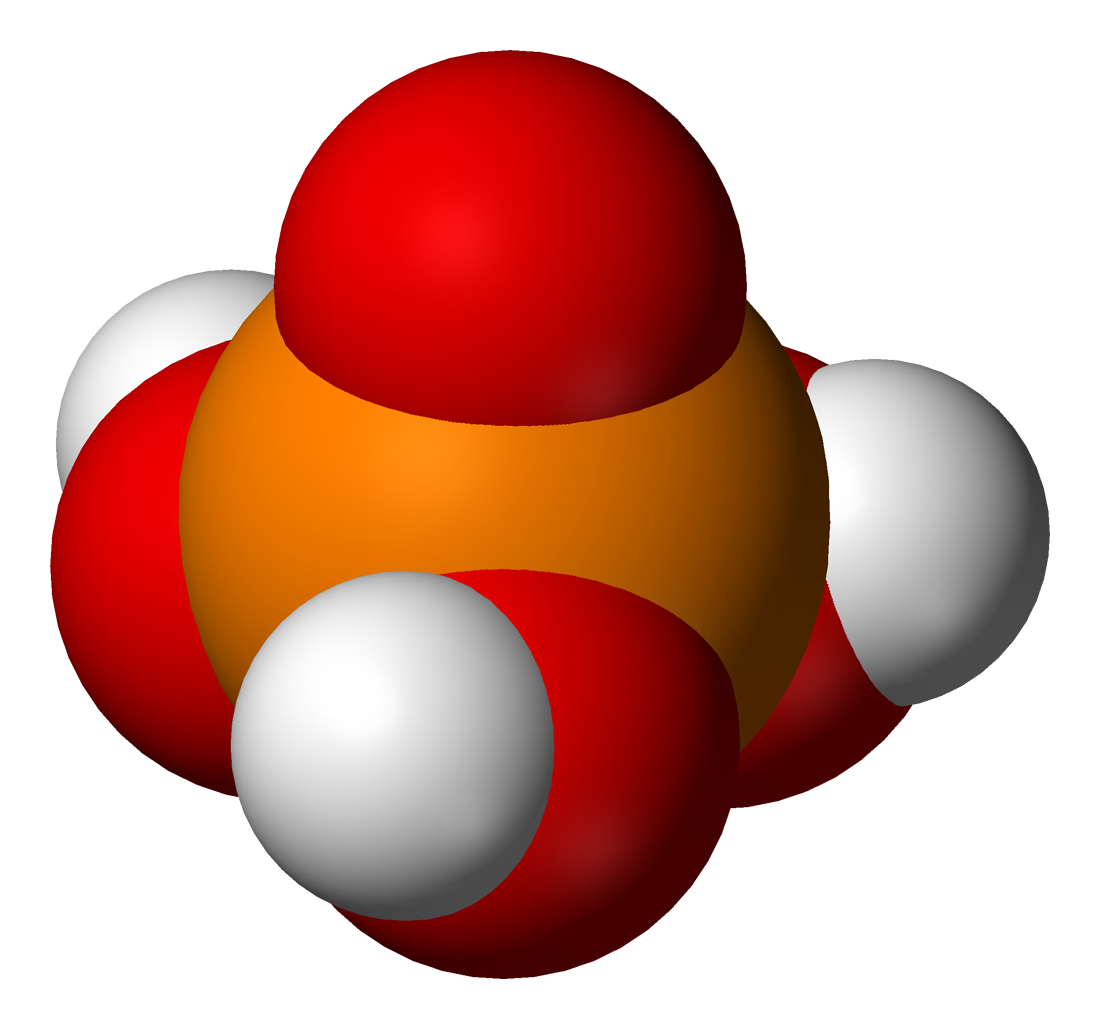
오르토인산, H_{3}PO_{4}.

3)으로 오르토인산 또는 일인산이라고도 하는 삼양성자산이다. 인산은 일반적으로 인산염이라고 불리는 오르토인산염과 에스터를 형성한다.

2개 이상의 인 원자를 가지고 있는 이들 부류의 가장 작은 화합물을 "올리고인산"이라고 하며, 선형 –P–O–골격을 가지고 있는 보다 더 큰 화합물을 "폴리인산"이라고 하지만 이 둘 사이에 명확한 구분은 정의되어 있지 않다. 가장 중요한 구성원들 중 일부는 다음과 같다.
- 피로인산(H
4P
2O
7 또는 (HO)
2P–O–P(OH)
2)은 4개의 산성 수소를 가지고 있으며, 피로인산염을 형성한다.
- 삼인산(H
5P
3O
10 또는 (HO)
2P–O–P(OH)–O–P(OH)
2)은 5개의 산성 수소를 가지고 있으며, 삼인산염을 형성한다.
- 사인산(H
6P
4O
13 또는 (HO)
2P(–O–P(OH))2–O–P(OH)
2)은 6개의 산성 수소를 가지고 있으며, 사인산염을 형성한다.

골격은 다음과 같이 분지될 수 있다.
- 트라이포스포노 인산(H
6P
4O
13 또는 P(O)(–OP(O)(OH)
2)3)은 사인산의 분지형 이성질체이다.

PO
4 사면체는 다음과 같이 닫힌 –P–O–사슬을 형성하도록 연결될 수 있다.
- 트라이메타인산(H
3P
3O
9 (or (HPO
3)
3, (–P(O)(OH)–O–)3) 또는 고리형 삼인산은 3개의 산성 수소를 가지고 있는 고리형 분자이며, 삼메타인산염과 에스터를 형성한다.

메타인산은 단일 고리 (–P(O)(OH)–O–)n을 가지고 있는 인산의 일반적인 용어이며, 아미노산 기반식은 HPO
3이다.
- 피로인산
H
4P
2O
7
- 삼인산
H
5P
3O
10

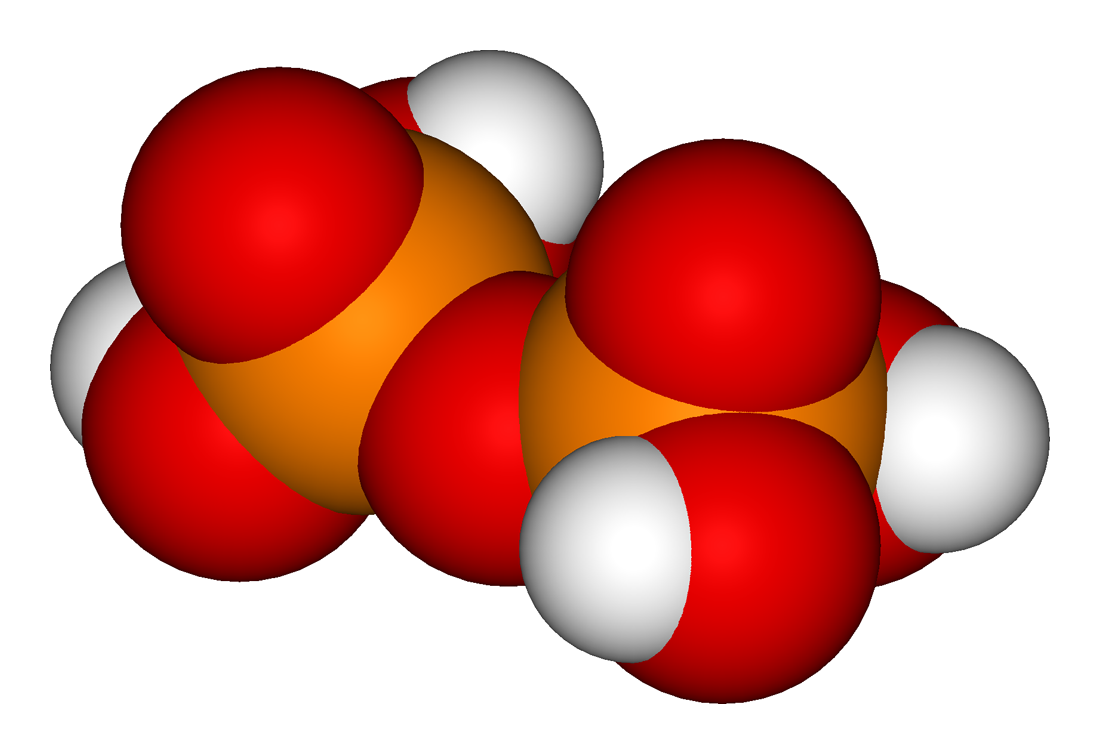
피로인산 H_{4}P_{2}O_{7}
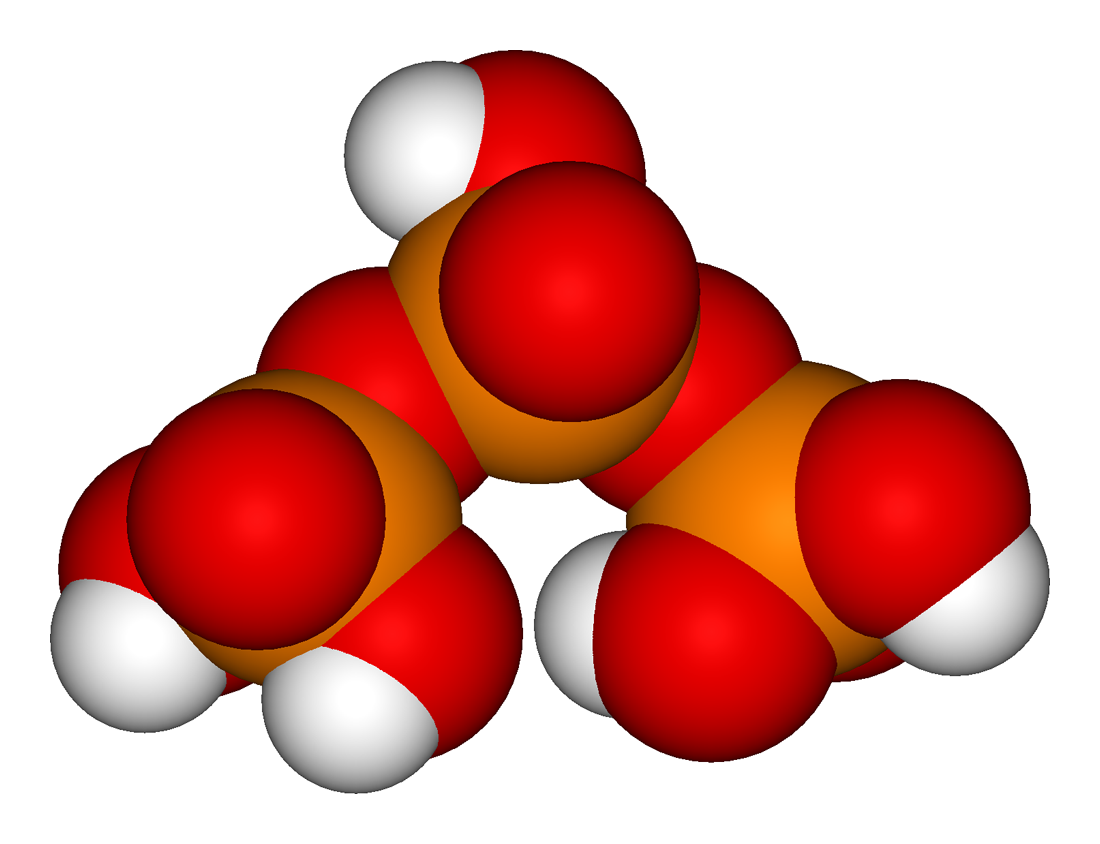
삼인산 H_{5}P_{3}O_{10}
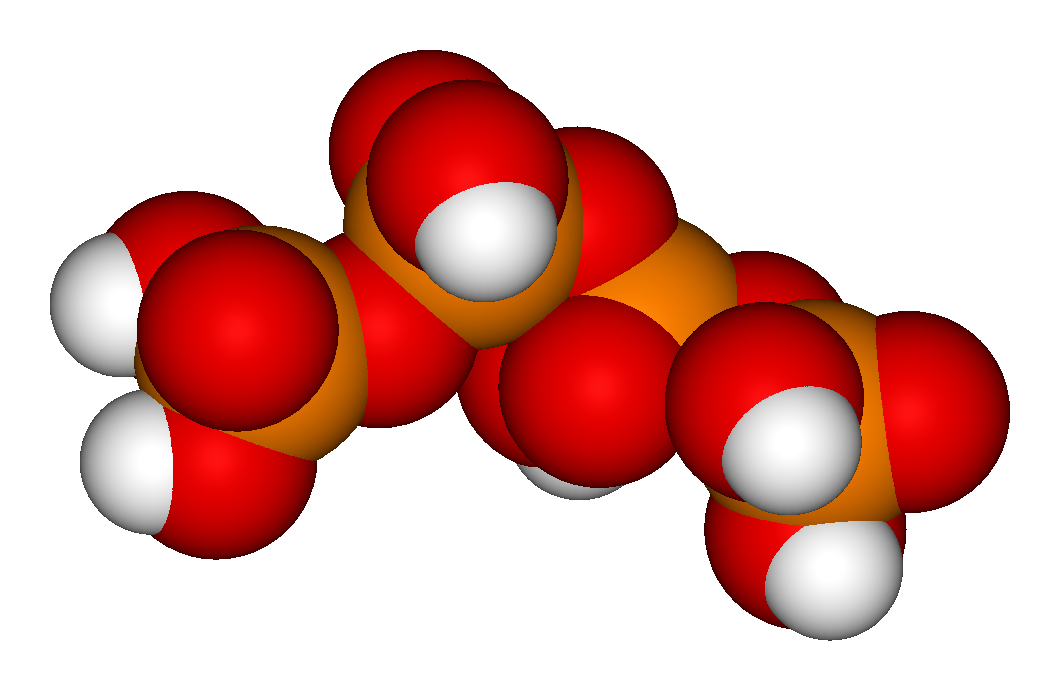
사인산 H6P4O13
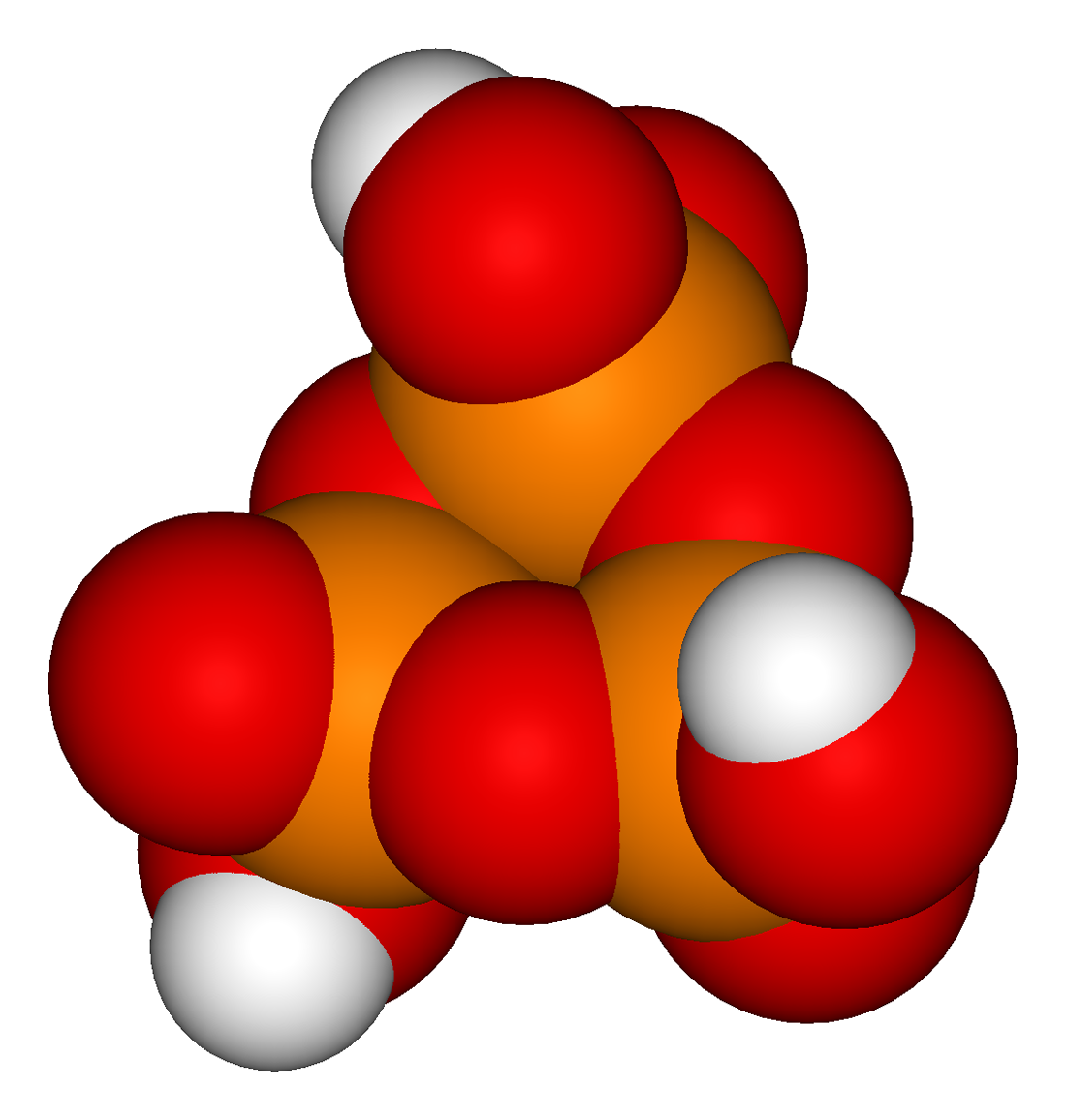
트라이메타인산 H
3P
3O
9

이 부류에 포함될 수 있는 또 다른 화합물인
- 퍼옥시일인산(H3PO5 또는 OP(OH)2(OOH))은 하이드록실기 중 하나의 산소 원자를 과산화물 그룹으로 치환한 일인산으로 볼 수 있다.

### 혼합 산화 상태

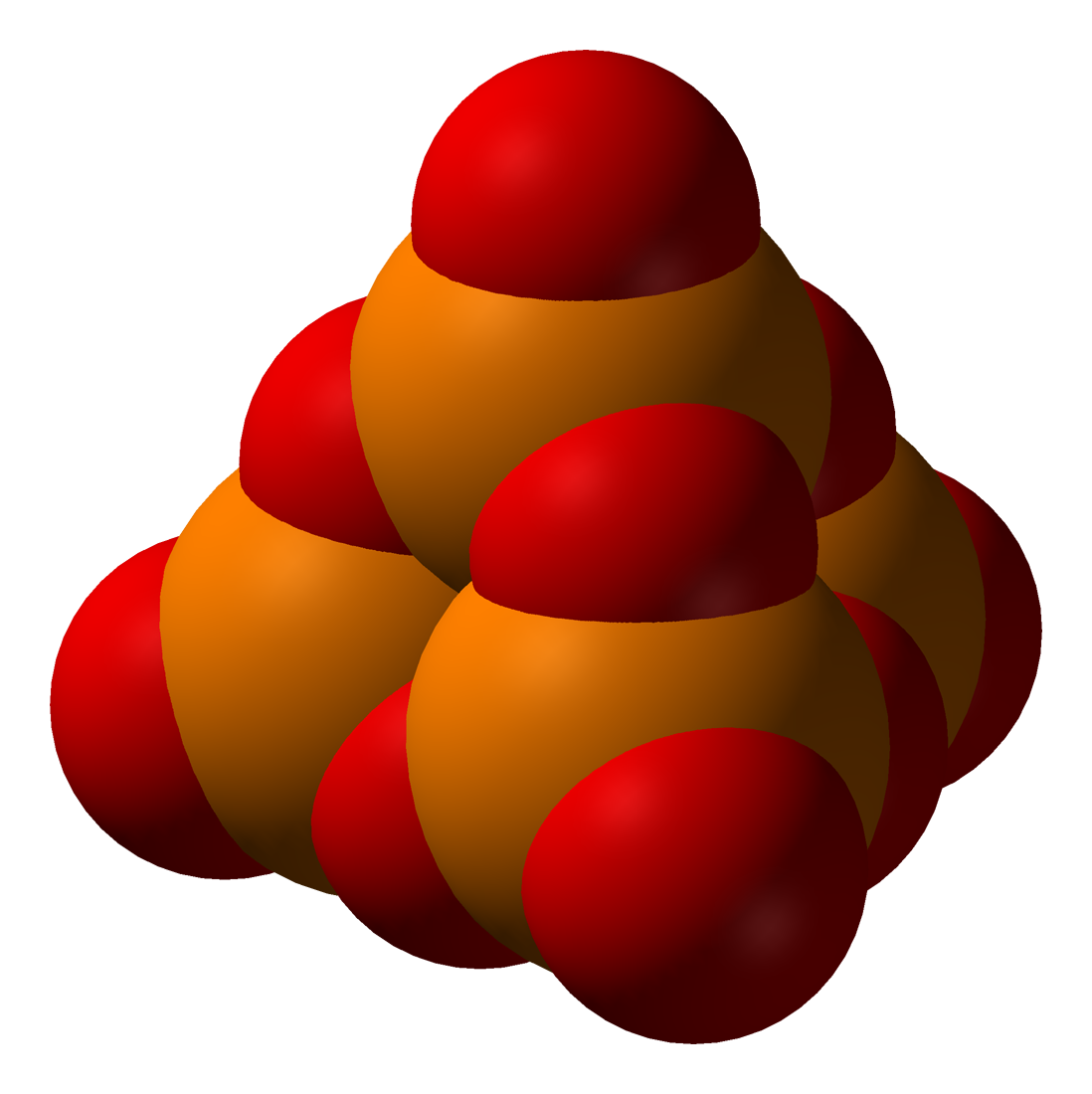
인산 무수물인 오산화 인
P_{4}O_{10}

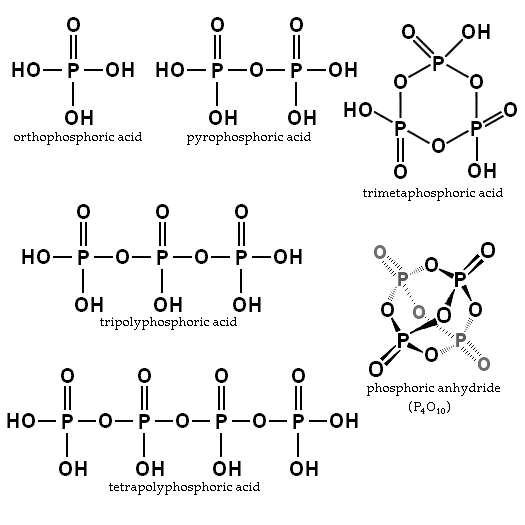
일부 인산들

인의 산소산의 일부는 산화 상태가 다른 두 개 이상의 P 원자를 가지고 있다. 한가지 예는
- 아이소하이포인산(H
4P
2O
6 또는 H(OH)(O)P−O−P(O)(OH)2)으로 사양성자산 및 하이포인산의 이성질체이며 +3 및 +5의 산화수를 갖는 P를 가지고 있다.

## 같이 보기
- 피로인산염 – (P
2O
7)4−
- 폴리인산염 – (HPO
3)
n
- 메타인산염 – (POn
3)
- 비료
- 하이포아인산염 – H
2(PO
2)−
- 유기 인 화합물
- 인산염 – OP(OR)3, (예: 트라이페닐 인산)
- 인산염 피막 처리
- 인산염 소다, 소다 음료수
- 포스핀산염 – OP(OR)R2
- 포스핀 – PR3
- 포스핀 옥사이드 – OPR3
- 아포스핀산염 – P(OR)R2
- 아인산염 – P(OR)3
- 인산부생석고
- 포스폰산염 – OP(OR)2R
- 아포스폰산염 – P(OR)2R
- 인산화
- 인산 이암모늄 – (NH4)2HPO4
- 인산 이나트륨 – Na2HPO4
- 인산 일나트륨 – NaH2PO4
- 삼인산 나트륨 – Na5P3O10
- 포스포아미데이트
- 울드 압둔 분지

## 더 읽을거리
- Schröder HC, Kurz L, Muller WE, Lorenz B (Mar 2000). “Polyphosphate in bone” (PDF). 《Biochemistry (Moscow)》 65 (3): 296–303. 2011년 8월 25일에 원본 문서 (PDF)에서 보존된 문서.